# 1968 en Lorraine
Chronologie de la Lorraine
- 1964
- 1965
- 1966
- 1967
- 1968
- 1969
- 1970
- 1971
- 1972

Cette page est une liste d'événements qui se sont produits durant l'année 1968 en Lorraine.

## Éléments de contexte
Création de l'Oream Lorraine pour aménager l'axe Nancy-Metz dont l'action se heurte aux tensions entre élus locaux.

## Événements

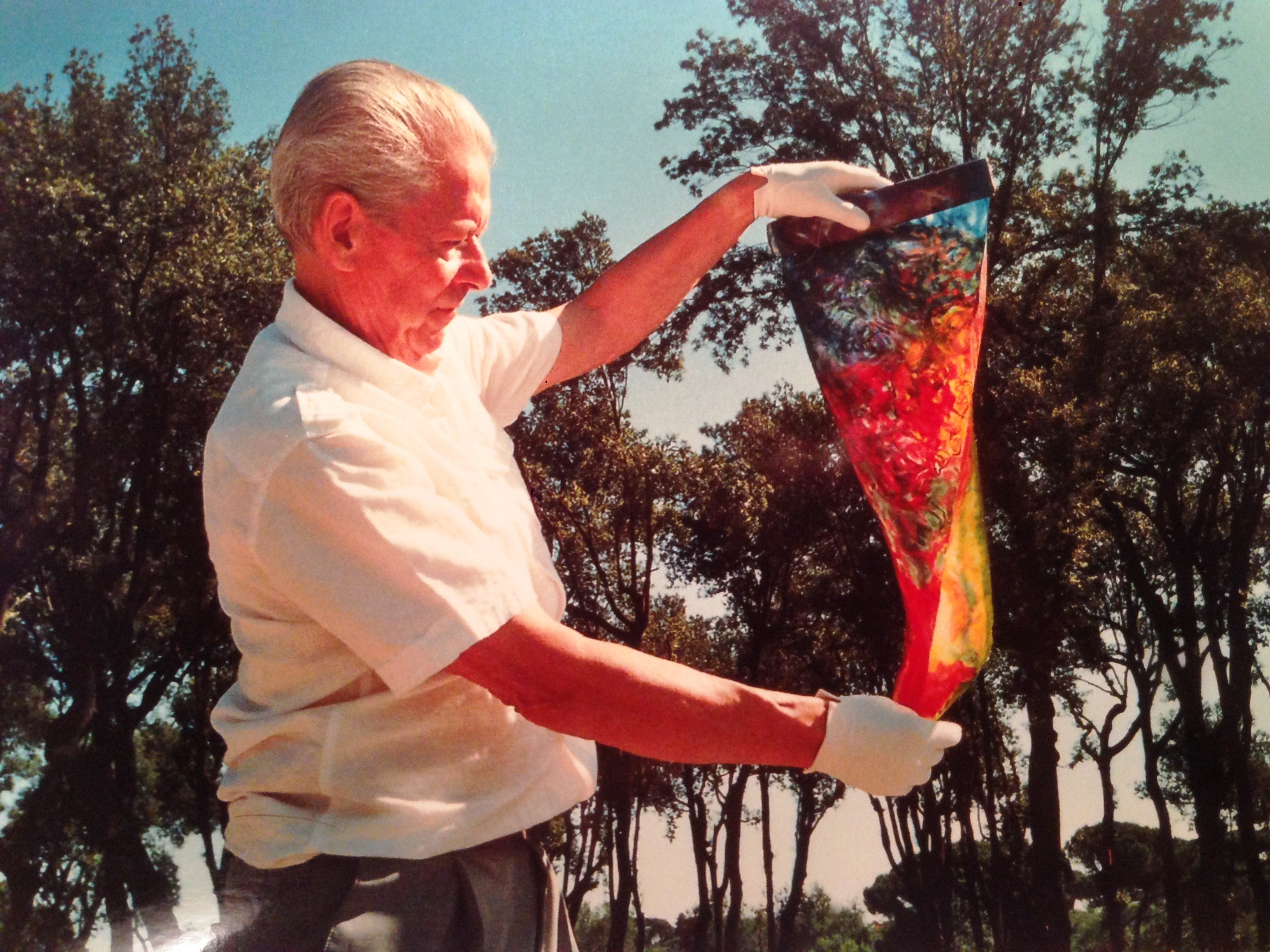
Michel Haumant.

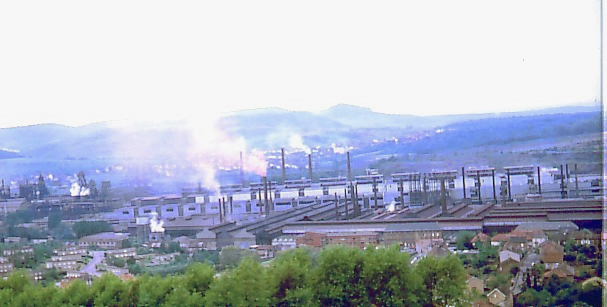
Laminoir à chaud en Moselle en 1968.

- À compter de 1968, Michel Haumant utilise le papier (initialement les rouleaux de papier utilisés en spectrographie à l’usine sidérurgique de Pompey) qui devient, à côté de la toile, un support privilégié de sa peinture. Au début des années 1970, Michel Haumant expose des toiles centrées autour du thème de l’art à l’usine, où les toiles d'une géométrie parfaite côtoient les appareils électroménagers les plus évolués dans une parabole de l'art et de la science[2],[3].
- Fondation de l'association Les Amis du pays d'Albe à Sarralbe.
- Construction de la chapelle de la Vierge des Pauvres – rue Dominique Louis, Nancy.
- Fusion de Wendel-Sidelor et de la Mosellane de sidérurgie qui conduit à la création du premier groupe sidérurgique français avec 60 000 salariés[1].
- Fermetures de la Mine de Landres et de la Mine de Maron Val de Fer[4].
- Gérard Larrousse et 	Marcel Callewaert remportent le Rallye de Lorraine sur une Alpine A110 Proto 1535[5].
- En 1968, l'affaire du « mage de Marsal » défraie la chronique : deux des six enfants de Maurice Gérard, dit « Swami Matkormano », gourou qui dirige une communauté ésotérique dans sa grande bâtisse (un ancien lazaret du XVIIe siècle transformé en Âshram où est pratiqué le culte de Shiva et Kali), et de Josiane Gérard dite « la grande prêtresse Alféola » (fille d'un médium)[6], ont disparu mystérieusement. Les parents dont on soupçonne un défaut de soins vis-à-vis de leurs deux enfants infirmes, sont incarcérés, avant d'être relâchés faute de preuves[7].
- Implantation de l'usine Girling à Bouzonville[8].

### Mars
- 4 mars : les élèves du lycée Poincaré entament une grève de la faim pour « manifester leur mécontentement à l’égard du régime disciplinaire auquel ils sont soumis[9].

### Avril
- 26 avril : L'académie lorraine des sciences est reconnue d'utilité publique par décret ministériel[10],[11]. Elle a pour but de "mettre en lumière les progrès des Sciences, promouvoir leur diffusion et contribuer ainsi à leur rayonnement".

### Mai

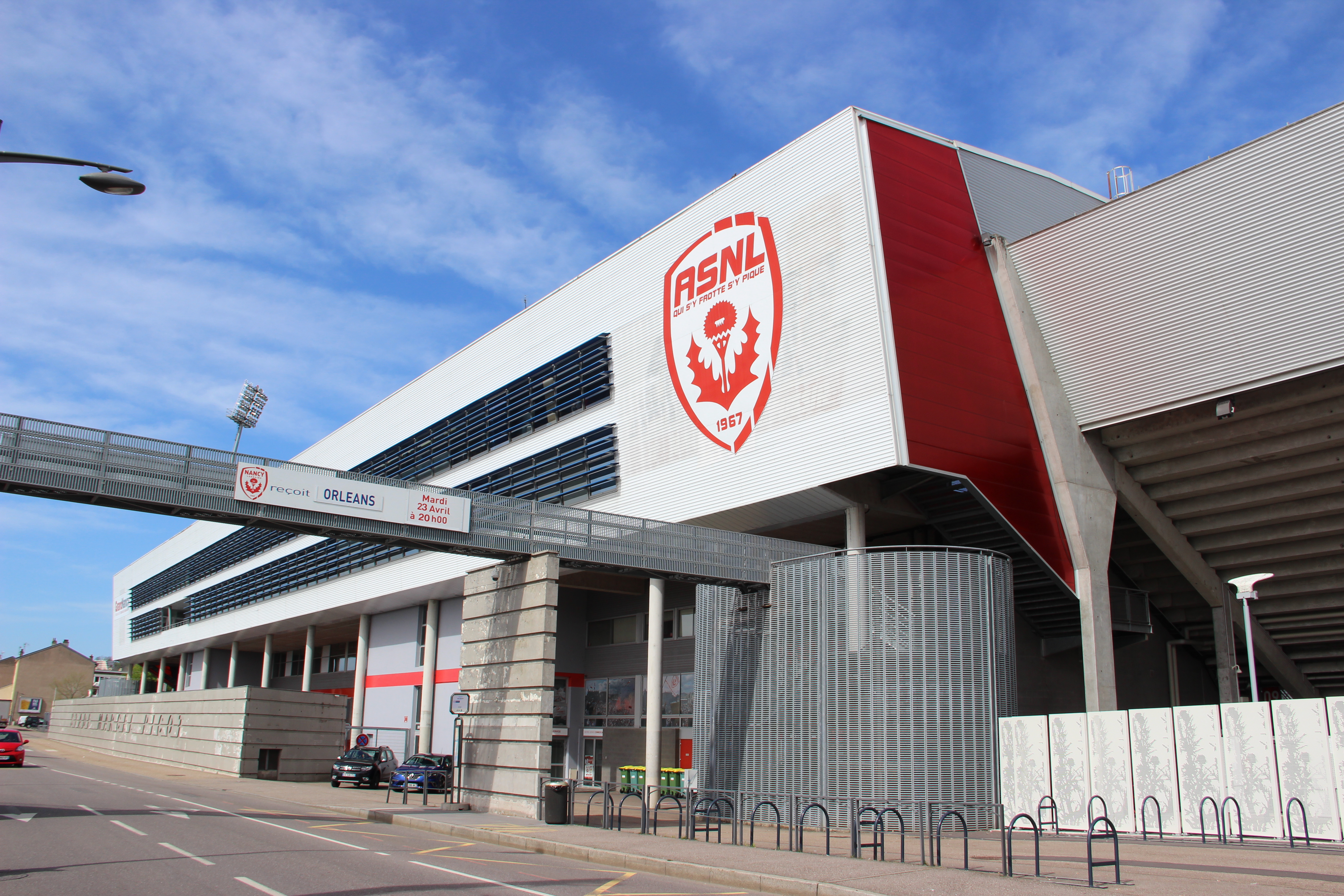
Stade Marcel Picot.

- 12 mai : le stade du pont d'Essey est renommé stade Marcel Picot.

#### Mai 1968
- Toutes les universités lorraines sont en grève, rejointes par la fonction publique et les industries[1].
- Vosges : le mouvement démarre le mardi 15 mai à Contrexéville, et se répand dans tout le département. 50 % des salariés sont en grève. Dans le textile la grève est presque totale. Le journal Vosges Ouvrières de juillet-août 1968 titre à la une : Les grèves de Mai. Un mouvement sans précédent en France et d'une puissance extraordinaire dans les Vosges[12].
- 11 mai : manifestation ouvrière à Forbach[8].

### Juin

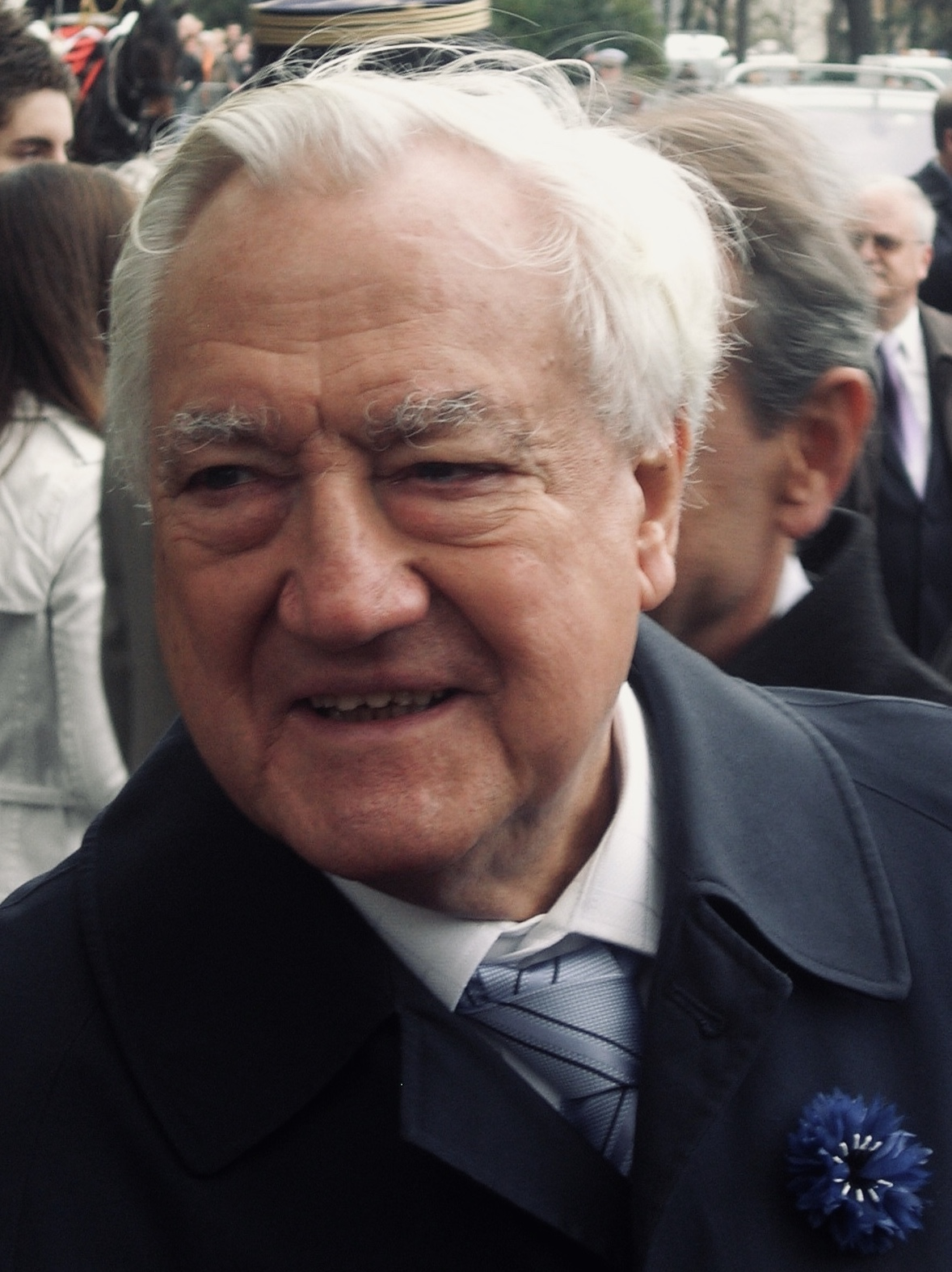
Christian Poncelet.

- 23 juin et 30 juin : sont élus députés
  - de Meurthe-et-Moselle : Christian Fouchet, UDR; William Jacson, réélu, membre de l'Union des démocrates pour la République ; Hubert Martin, réélu dans la 6e circonscription, Jacques Trorial, élu dans la  7e circonscription[13] où il siège jusqu'au 12 août 1968, date à laquelle il est nommé au gouvernement; Pierre Weber, réélu, siégeant au sein du groupe des Républicains Indépendants; Roger Souchal, UDR; Jean-Jacques Servan-Schreiber, CD; Jean Bichat, RI;
  - de la Meuse : André Beauguitte, siégeant au sein du groupe des Républicains Indépendants; Louis Jacquinot, CNI;
  - de la Moselle : Étienne Hinsberger, réélu dans la 7e circonscription de la Moselle, il siège jusqu'au 1er avril 1973; Pierre Kédinger; Raymond Mondon (1914-1970);  Maurice Schnebelen, réélu, siège avec les Républicains indépendants; Julien Schvartz, réélu dans de la 5e circonscription de la Moselle;
  - des Vosges : Marcel Hoffer;  Maurice Lemaire;  Christian Poncelet; Jacques Boileau; Albert Voilquin.

### Août
- Août 1968 : Michèle Schmitt est élue reine de la mirabelle[14]
- 13 août : Robert Richoux, membre de l'Union des démocrates pour la République devient député de la 7e circonscription de Meurthe-et-Moselle après la nomination de Jacques Trorial au gouvernement.

### Octobre
- Le vandopérien Pierre Gourrier se classe 10e lors de l'épreuve d'haltérophilie des Jeux olympiques d'été de 1968 à Mexico[15].

### Décembre
- 31 décembre : arrêt de l'exploitation de la Mine du Val de Fer ou Mine Maron-Val de Fer, exploitation minière de fer dont les entrées sont situées à Neuves-Maisons et les galeries principalement sous le territoire de Maron, deux communes du département de Meurthe-et-Moselle, en Lorraine. L'exploitation avait débuté en 1874.

## Inscriptions ou classements aux titre des monuments historiques

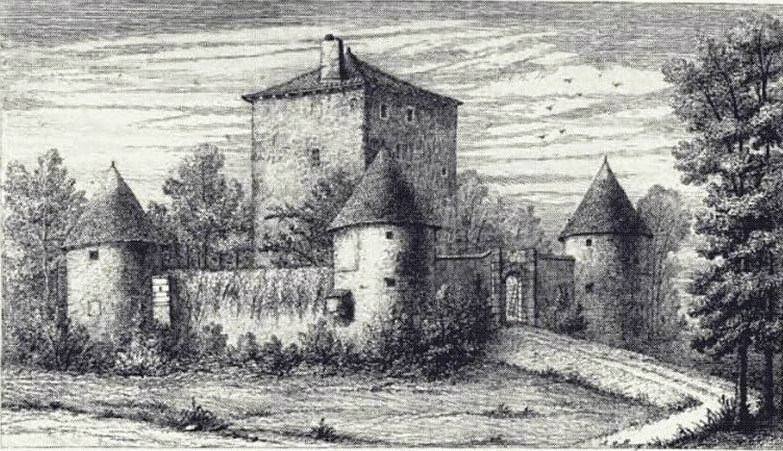
Gravure du château de Woippy

- En Moselle : Château de Woippy[16]; Chapelle de la Miséricorde de Metz[17]

## Naissances

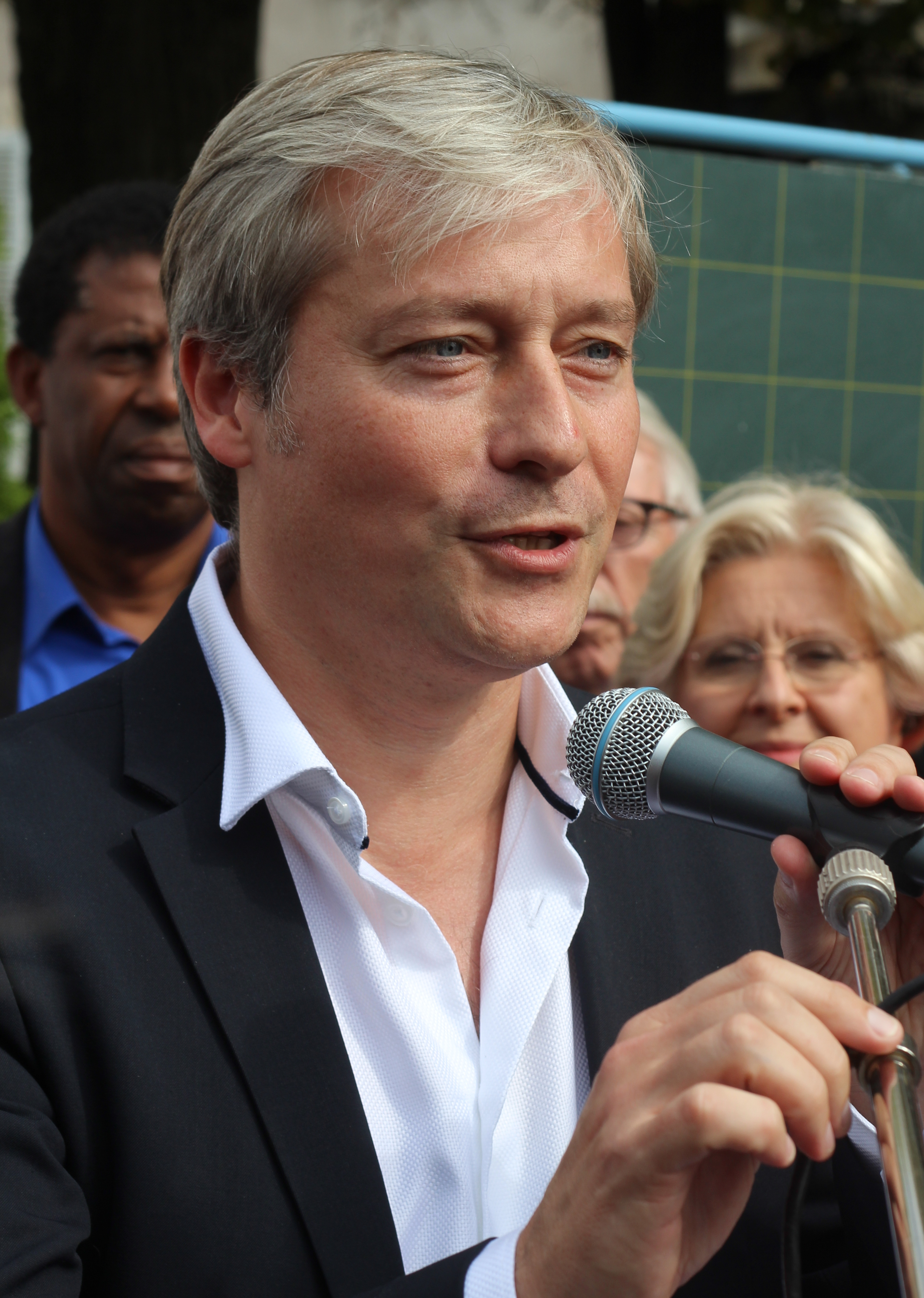
Laurent Hénart en 2014

- Christian Ott, né à Nancy, organiste, claveciniste, professeur de musique, concertiste et compositeur français. Il est co-titulaire de l'orgue de la cathédrale Saint-Louis de Versailles.
- 13 février à Forbach : Céline Géraud, judokate française devenue journaliste et animatrice de télévision.
- 23 février à Thionville : Carole Gaessler, journaliste française, animatrice à la télévision principalement, et plus rarement à la radio.
- 29 février à Metz : Jean-Michel Jacques, homme politique français.
- 3 mars dans les Vosges : Olivier Nusse, dirigeant d'entreprise français, PDG d’Universal Music France. Il a dirigé le label Mercury France de 2009 à 2016 et a réalisé l’intégralité de sa carrière au sein d’Universal Music France.
- 6 mars à Nancy : Fabienne Locuty, lanceuse de poids française. Elle est sacrée championne de France en 1993 et championne de France en salle la même année[18].
- 3 avril à Sarreguemines : Philippe Heim, dirigeant de banque français. Il est, de 2020 à août 2023, président du directoire de la Banque postale et directeur général adjoint du groupe La Poste.
- 4 avril à Nancy : Gilles Roussel, informaticien et universitaire français, président de l'université Paris-Est-Marne-la-Vallée de janvier 2012 à janvier 2019 puis de l'université Gustave Eiffel depuis janvier 2021.
- 7 avril à Saint-Dié-des-Vosges : Christophe Ohrel, joueur de football franco-suisse[19]. Il évolue durant sa carrière au poste de défenseur.
- 4 juin à Épinal : Sandrine Fricot, athlète française[20]. Sa spécialité est le saut en hauteur.
- 1er juillet à Thionville : Xavier Rohart, marin de l'équipe de France de voile olympique. Licencié au YC La Pelle à Marseille, il est présent sur le circuit international de Star depuis 2001 après plus de 10 ans en Finn. Il a participé cinq fois aux Jeux Olympiques, 2 fois en Finn et 3 en Star, remportant une médaille de bronze avec Pascal Rambeau à Athènes en 2004, étant également sacré deux fois champion du monde, un an avant et un an après son podium olympique, avec le même coéquipier. Il est aujourd'hui secondé par Pierre-Alexis Ponsot. Il est également un des fondateurs de la Star Sailors League dont il est le président[21].
- 20 juillet à Remiremont : José Amet, entraîneur et ancien joueur français de volley-ball. Il mesure 1,95 m et évoluait au poste de central.
- 16 août à Nancy : Karine Mfayokurera, dite Karine Le Marchand, animatrice de télévision française.
- 1er septembre à Longwy : Manuel Nogueira, footballeur professionnel d'origine portugaise.
- 3 septembre à Cornimont (Vosges) : Christophe Mengin, coureur cycliste français professionnel de 1995 à 2008.
- 27 septembre à Nancy : Pierre Pevel, écrivain français de fantasy et de science-fiction.
- 15 octobre à Laxou : Laurent Hénart, homme politique français, membre de l'UDI. Il est secrétaire d'État chargé de l'Insertion professionnelle des jeunes de 2004 à 2005. Ancien député de Meurthe-et-Moselle, ancien maire de Nancy, il est président du Parti radical depuis 2014.
- 17 octobre à Cirey-sur-Vezouze : Raphaël Gérard, né le 17 octobre 1968 , cadre d'entreprise et homme politique français, membre de La République en marche. Il est élu député de la Charente-Maritime en 2017.
- 30 octobre  à Longwy : David Zitelli, footballeur français.
- 11 novembre à Nancy : Jérôme Finkelsztejn dit Jérôme Anthony,, animateur de radio, de télévision et acteur français.
- 25 décembre dans les Vosges : Jérôme Sessini, photographe franco-italien basé à Paris, membre de Magnum Photos[22].
- 30 décembre à Dieuze : Christine Herzog, femme politique française, sénatrice de la Moselle depuis 2017.

## Décès
- 16 mars à Cirey-sur-Vezouse : Georges Mazerand est un homme politique français né le 14 avril 1876 à Cirey-sur-Vezouze, en Meurthe-et-Moselle.
- 7 juillet : Jo Schlesser, pilote automobile français né le 18 mai 1928 à Liouville en Meuse, et mort en course à Grand-Couronne, près de Rouen (France). Il est inhumé au cimetière de Malzéville.
- 26 octobre à Talange (Moselle) : Marcel Servin, homme politique français, né le 20 octobre 1918 à Versailles (Yvelines).
- 25 novembre à Nancy : Marcel Labey, né au Vésinet (Seine-et-Oise) le 6 août 1875, chef d'orchestre et compositeur français.
- 28 novembre à Nancy : Jean Delsarte, né le 19 octobre 1903 à Fourmies (Nord), mathématicien français, un des fondateurs du groupe Bourbaki en 1935.